# Mimikyu
Mimikyu es una especie de Pokémon en la franquicia de Pokémon de Nintendo y Game Freak. Fue introducido por primera vez en Pokémon Sol y Luna. Se lo conoce como el "Pokémon Disfrazado", ya que es un Pokémon que se disfraza para parecerse a Pikachu con el fin de hacer amigos.

## Biología
Basándonos en una canción sobre este Pokémon, llamada Mimikyu no Uta, Mimikyu provoca una maldición a quien lo mire sin disfraz. Esta maldición puede matar a cualquiera, cosa que Mimikyu intenta prevenir ya que solo quiere hacer amigos, aunque no puede hacerlos debido a esto. 
Es un Pokémon solitario, y no puede andar sin disfraz debido a la maldición y a que el sol lo debilita. Mimikyu, con todo el esfuerzo posible, se disfrazó de Pikachu, y aunque se ve aterrador cree que así podrá hacer amigos, pero no es como esperaba y Mimikyu termina como el Pokémon más odiado y olvidado debido a su horrible aspecto de "Pikachu fantasma". Este comenzó a odiar a Pikachu debido a su popularidad.
En las entradas de la Pokédex, se puede leer que el se deprime con facilidad si se le rompe su disfraz. Durante su canción promocional se desconoce su opinión sobre Pikachu, pero parece admirarlo y apuntar a ser mejor que el. Se cree que dice cosas terroríficas y su interior también lo es. En el anime de Sol y Luna,el Mimikyu del Equipo/Team Rocket es algo introvertido y sólo muestra atención a Pikachu, intentando asesinarlo. Eso hasta que Jessie arregla su disfraz, haciendo que Mimikyu la obedeciera y admirara. Más adelante, Mimikyu deja su odio a Pikachu debido a que Meowth lo ayuda a reflexionar.

## Diseño y características
Mimikyu es un Pokémon pequeño, de pie a 2.54 cm de altura, y se oculta casi por completo debajo de un disfraz. Tiene ojos negros que se pueden ver a través del cuerpo de su disfraz, y una vaga apariencia de un pie o parte inferior del cuerpo se puede ver en el borde de su disfraz. Ocasionalmente extenderá un apéndice negro debajo del traje. Su disfraz, que se asemeja a Pikachu, tiene ojos negros, mejillas anaranjadas, y una boca negra, y la parte superior de sus orejas están coloreadas en negro. Mimikyu también lleva un palillo en forma de rayo para parecerse a la cola de Pikachu. 
Según el sitio web oficial de Pokémon, Mimikyu es "terriblemente solitario", y en un esfuerzo por emular la popularidad de Pikachu durante los últimos 20 años, él usa un traje de Pikachu hecho por él mismo para hacer amigos. Mimikyu se oculta en las áreas oscuras o apenas iluminadas, y su salud disminuirá si está expuesto a la luz del sol. 

## Apariciones

### En los Juegos
Mimikyu aparece en Pokémon: Sun & Moon (Pokémon: Sol y Luna) como un Pokémon de tipo Fantasma / Hada y cambia su apariencia cuando es alcanzado por un ataque. Su habilidad especial "Disfraz", le permite evitar cualquier daño del primer ataque enemigo (aunque actualmente, en la octava generación, perderá 1/8 de sus puntos de salud cuando se active la habilidad, en vez de no recibir ningún daño). Pero solo puede usar esta habilidad una vez durante una batalla. Mimikyu puede ser encontrado en la isla de Ula-Ula en la región de Alola, en el interior del Supermercado Ultraganga, con un bajo ratio de aparición. 

### En la serie
Mimikyu aparece en el anime Pokémon: Sun & Moon (Pokémon: Sol y Luna), y es encontrado por el Team Rocket. Meowth, siendo capaz de entender a Mimikyu, se aterroriza por las cosas horrendas e inaudibles que dice. Y cuando comienzan a la batalla, Meowth accidentalmente levanta el disfraz de Mimikyu, casi matándolo al ver su verdadera forma. Más tarde se alía con el Equipo Rocket cuando los ve luchar contra el Pikachu de Ash Ketchum, expresando su odio hacia Pikachu, razón por la cual explica la aparición del Pokémon. Se une al Team Rocket en el siguiente episodio cuando Jessie usa una 'Lujo Ball' de James, que le permite atrapar a Mimikyu sin la necesidad de debilitarlo.

### Otras veces visto
Mimikyu aparece en su propio video musical publicado en el canal oficial de Pokémon en YouTube, tocando una canción sobre sí mismo en japonés. 